# Йохан Фридрих фон Кагенек
Йохан/Ханс Фридрих фон Кагенек (на немски: Johann (Hans) Friedrich von Kageneck; * 22 януари 1633 във Фрайбург; † 21 януари 1705 във Фрайбург в Баден-Вюртемберг) от стария рицарски род Кагенек е от 1671 г. имперски фрайхер на Кагенек, императорски вице-щатхалтер в Горна Австрия.
Той е син на Вилхелм фон Кагенек († 1652) и съпругата му Хелена Цорн фон Булах († 1634), дъщеря на Ханс Георг Цорн фон Булах († 1617) и Хелена Шьонер фон Щраубенхарф († сл. 1617). Внук е на Йохан Фридрих фон Кагенек († 1608) и Маргарета Доротея Бьоклин фон Бьоклинзау († 1618). Правнук е на Фридолин фон Кагенек († 1574) и Елизабет Щол фон Щауфенберг († сл. 1574).
Йохан/Ханс Фридрих фон Кагенек е вице-щатхалтер на император Леополд I в Горна Австрия. На 22 септември 1671 г. във Виена той е издигнат за заслугите му
към Хабсбургите на имперски фрайхер от император Леополд I. Той построява дворец Мунцинген и купува 1682 г. също Блайххайм и 1702 г. господството Щеген с дворец Щеген-Вайлер.
Йохан/Ханс Фридрих фон Кагенек умира на 72 години на 22 януари 1705 г. във Фрайбург в Брайзгау и е погребан в Мунцинген (част от Фрайбург).
Той е прадядо на княз Клеменс фон Метерних (1773 – 1859), канцлер на Австрия.

## Фамилия
Йохан/Ханс Фридрих фон Кагенек се жени на 10 май 1660 г. за Мария Сузана Магдалена фон Андлау (* 29 август 1641, Брайзах; † 23 март 1712, Валдсхут), дъщеря на Георг Фридрих II фон Андлау (1590 – 1676) и Анна Барбара фон Хагенбах († сл. 1652), дъщеря на Ханс Георг фон Хагенбах († 1532/1632) и Мария фон Пфор цу Мунцинген († 1650). Те имат децата:
- Георг Райнхард фон Кагенек (* 20 януари 1666, Мунцинген; † 14 март 1714, Валдсхут), женен за Мария Йозефа фон Улм (1680 – 1730); родители на:
  - Йохан Фридрих Фридолин фон Кагенек (* 1707; † 2 април 1783), граф на Кагенек, господар на Мунцинген, императорски кемерер, на 8 януари 1771 г. имперски граф, женен на 26 октомври 1734 г. за Мария Анна Франциска Елеонора фон Андлау (* 23 февруари 1717; † 13 декември 1780). Той е баща на:
    - графиня Мария Беатрикс Антония фон Кагенек (* 8 декември 1754; † 23 ноември 1828), майката на по-късния княз Клеменс фон Метерних.
- Мария Анна Ерентрауд Фелицитас фон Кагенек (* 10 януари 1670, Мунцинген; † 10 април 1728), омъжена на 10 януари 1700 г. в Дешген за фрайхер Йохан Адам фон Бодман (* 28 март 1672; † 30 януари 1742)
- Хайнрих фон Кагенек († 1744), комтур на Немския орден и 1722 г. щатхалтер на Херцогство Пфалц-Нойбург